# 무지개 작전

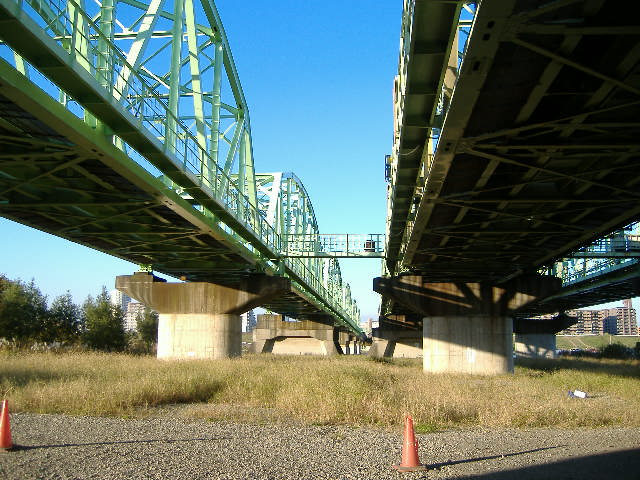
무지개 작전 사건 현장(동북본선 아라카와 철교).

무지개 작전(일본어: 虹作戦 니지사쿠센[*])은 1974년(쇼와 49년) 일본의 무투파 좌익 테러리스트 그룹인 동아시아 반일무장전선이 계획한 쇼와 천황 암살계획이다.
1970년(쇼와 45년) 봄, 호세이대 학생으로 중핵파 출신이었던 다이도우지 마사시 등이 결성한 「L반 투쟁위원회」는 첨예화의 길을 걷고, 극단적 반일사상에 기초한 실력행사를 불사할 마음까지 과격화되어가고 있었다. 1972년(쇼와 42년) 겨울, 다이도우지 등은 "동아시아 반일무장전선"을 자처하고 본격적인 무장투쟁 준비를 시작, 그 타겟 중 하나로 “제2차 세계대전으로 수천만 명의 아시아 백성을 압살한 대범죄인” 쇼와 천황도 선정되었다.
1973년(쇼와 48년)부터 천황암살계획이 부상했지만, 구체화되기 시작한 것은 이듬해인 1974년(쇼와 49년)부터였다. 반일무장전선은 천황의 행동을 조사하여, 전국 각지에서 다양한 공무를 하면서도 매년 8월 14일에는 나스 어용저에서 어소열차로 출발해 황거로 귀환하여 다음날인 8월 15일의 전국전몰자추도식을 준비하는 패턴이 있음을 읽어냈다. 그들은 어소열차를 천황째로 폭파할 것을 결의, 폭탄 설치 장소는 사이타마현과 도쿄도 경계에 있는 동북본선 아라카와 교량으로 선정했다.
본래 무선원격조작으로 어소열차의 통과 타이밍에 맞추어 철교 선로를 폭파할 생각이었으나, 기술적 문제로 좌절하여 유선방식으로 폭파를 기획했다.
1974년 8월 14일, 미채를 칠하고 흑장속에 몸을 감싼 반일무장전선 구성원들은 살상능력을 갖춘 개조 모델건과 나이프로 무장하고, 그 전전날 밤부터 폭탄 기폭용 전선 부설을 시작했다. 그러나 폭파계획 전야인 이틀째 작업 중, 정체불명의 제3자가 교각 부근에 모습을 드러내더니 주위를 배회하기 시작했다. 이 사람은 사복형사였는지 부랑자였는지 변태였는지 확실하지 않다. 반일무장전선은 이를 자신들에 대한 감시, 포위의 움직임일지도 모른다고 경계하여 부설을 단념, 계획은 미수로 끝났다. 무지개 작전을 조만간 재개하기 위해 전선을 회수하고 증거를 인멸했다.
반일무장전선의 계획은 어소열차가 달리는 전 구간에서 경찰과 국철 직원이 점검과 경비를 실시한다는 점을 고려하지 않았기 때문에, 사전에 발각될 가능성이 있었음을 부정할 수 없다. 게다가 어소열차는 동북본선 상행선이 아닌 동북화물선 상행선을 통과했기 때문에 계획이 결행되었더라도 천황암살은 실패했을 것이다.
이 무지개 작전에 사용할 예정이었던 폭약은 이후 미츠비시중공 폭파사건에 전용되었다. 교량폭파용으로 제조한 폭약을 시가지에서 터뜨렸기 때문에, 범인들의 예상을 뛰어넘은 사상자가 발생했다.
이듬해인 1975년(쇼와 50년) 5월 19일, 멤버들이 일제히 구속되면서 제2차 무지개 작전이 실행에 옮겨지는 일은 없게 되었다.

## 참고 자료
- 松下竜一『狼煙を見よ』読売新聞社、1997年